# تومسون بوكانان
تومسون بوكانان (بالإنجليزية: Thompson Buchanan)‏ (21 يونيو 1877 - 15 أكتوبر 1937، لويفيل في الولايات المتحدة)؛ مؤلِّف، كاتب مسرحي، كاتب سيناريو وروائي أمريكي.

## روابط خارجية
- تومسون بوكانان على موقع IMDb (الإنجليزية)
- تومسون بوكانان على موقع قاعدة بيانات برودواي على الإنترنت (الإنجليزية)
- تومسون بوكانان على موقع قاعدة بيانات الفيلم (الإنجليزية)